# Людвіг I (граф Вюртемберг-Ураха)
Людвіг I (нім. Ludwig I.; 1412 — 23 вересня 1450) — 13-й граф Вюртембергу в 1419—1442 роках (як Людвіг IV), граф Вюртемберг-Ураха в 1442—1450 роках (як Людвіг I).

## Життєпис
Походив з Вюртемберзького дому. Старший син Ебергарда IV, графа Вюртембергу, і Генрієтти фон Монфокон. Народився у жовтні 1412 року. У 1419 році після смерті батька разом з молодшим братом Ульріхом V став графом Вюртембергу. Втім через малий вік регентшею стала їхня мати разом з регентською радою у складі 32 осіб.
1426 року оголошений повнолітнім і набув права самостійного правителя. Молодий граф був дуже популярним ще на початку свого правління. Того ж року підтвердив угоду від себе і брата з імперськими містами Швабії. Потім по захист Вюртембергу звернулося місто Філлінген, а 1427 року — монастир Герреналь. 1427 року разом з братом визнаний імператором Сигізмундом Люксембургом володарем імперських ленів. 1429 року Людвіг IV домовився про шлюб вуйни Єлизавети з принцем Альбрехтом Баварсько-Мюнхенським. Втім Єлизавета вийшла заміж за власним бажанням, тому за зрив шлюбу Людвігу IV довелося сплатити компенсацію.
1429 року вступив у конфлікт з Берхтольдом фон Шауенбургом через заплутані стосунки з тим молодших представників Вюртемберзького дому. Шауенбург пограбував фогтство Нагольд, що належало Вюртембергу. 1432 року Людвіг IV уклав союз з містом Страсбург проти Берхтольда фон Шауенбурга. В тому ж році усі сторони прийшли до мирної угоди.
1433 року його брат Ульріх V стає співправителем Вюртембергу. Того ж року в Базелі разом з братом підтвердив усі права й привілей підвладних міст і шляхти. 1436 року в Штутгарті оженився на доньці курфюрста Пфальца.
1441 року домовився з братом про поділ усіх родинних володінь на 4 роки, який остаточно відбувся 1442 року за угодою в Нюртінгені. Людвіг IV отримав графство Урах з землями на заході та півдні, ельзаські феоди. 1444 року після смерті матері також успадкував графство Монбельяр. З цього часу його розглядають як Людвіга I.
Проводив політику зміцнення графської влади над своїми васалами, містами й монастирями. Підтримував Альбрехта Габсбурга у війні Цюріха проти Швейцарського союзу (так звана Стара Цюриська війна), оскільки вважав загрозливим для себе його розширення до Боденського озера. Втім вюртемберзьке військо не вступало у великі битви.
Помер Людвіг I від чуми 1450 року в м. Урах. Його поховано Хартергаузі в Ґютерштайні. Спадкував йому син Людвіг II.

## Родина
Дружина — Мехтільда, донька Людвіга III Віттельсбаха, курфюрста Пфальца.
Діти:
- Мехтільда (після 1436—1495), дружина Людвіга II, ландграфа Нижнього Гессену
- Людвіг (1439—1457), граф Вюртемберг-Ураха
- Андреас (1443)
- Ебергард (1445—1496), 1-й герцог Вюртембергу
- Єлизавета (1447—1505), дружина: 1) графа Йогана III фон Нассау-Саарбрюккена; Генріха, графа Столберга